# Pau Torres (labdarúgó, 1997)
Pau Francisco Torres (Vila-real, 1997. január 16. –) spanyol válogatott labdarúgó, a Aston Villa játékosa.

## Pályafutása

### Klubcsapatokban
A Villarreal saját nevelésű labdarúgója. 2016. augusztus 21-én mutatkozott be a tartalékok között az UE Cornellà ellen. Október 8-án első gólját is megszerezte a CF Badalona elleni 2–2-re végződő találkozón. December 20-án a felnőtteknél is bemutatkozott a kupában a CD Toledo ellen Víctor Ruiz cseréjeként. 2017. november 26-án a bajnokságban is debütált a Sevilla csapata ellen. December 7-én az Európa-ligában kezdőként mutatkozott be az izraeli Makkabi Tel-Aviv ellen 1–0-ra elvesztett mérkőzésen. 2018. augusztus 6-án egy szezonra kölcsönbe került a Málaga csapatához több játéklehetőség reményében. Az itt eltöltött idő alatt csapata meghatározó játékosa lett. 2019 októberében 2024 nyaráig meghosszabbította a klubbal a szerződését. Ugyanebben a hónapban a CA Osasuna ellen első bajnoki gólját is megszerezte.
2023. július 12-én bejelentették, hogy az Aston Villa csapatában folytatja pályafutását. Bár az új klubja sem az összeget, sem a spanyol hátvéd szerződésének hosszát nem hozta nyilvánosságra, a mértékadó Transfermarkt oldal szerint az angolok 33 millió eurót fizettek a 2028-ig aláíró Torresért.

### A válogatottban
2019 októberében Robert Moreno szövetségi kapitány behívta a válogatott Svédország elleni 2020-as labdarúgó-Európa-bajnokság selejtező mérkőzésre. November 15-én góllal mutatkozott be Málta ellen. 2021. május 24-én beválogatták a 2020-as Európa bajnokságra utazó keretbe.

## Statisztika

### Klubcsapatokban
2021. május 23-i állapot szerint.
| Klub         | Szezon   | Bajnokság          | Bajnokság | Bajnokság | Kupa  | Kupa  | Nemzetközi | Nemzetközi | Egyéb | Egyéb | Összes | Összes |
| Klub         | Szezon   | Osztály            | Mérk.     | Gólok     | Mérk. | Gólok | Mérk.      | Gólok      | Mérk. | Gólok | Mérk.  | Gólok  |
| ------------ | -------- | ------------------ | --------- | --------- | ----- | ----- | ---------- | ---------- | ----- | ----- | ------ | ------ |
| Villarreal B | 2016–17  | Segunda División B | 34        | 2         | —     | —     | —          | —          | —     | —     | 34     | 2      |
| Villarreal B | 2017–18  | Segunda División B | 25        | 0         | —     | —     | —          | —          | 6     | 0     | 31     | 0      |
| Villarreal B | Összesen | Összesen           | 59        | 2         | —     | —     | —          | —          | 6     | 0     | 65     | 2      |
| Villarreal   | 2016–17  | La Liga            | 0         | 0         | 1     | 0     | 0          | 0          | —     | —     | 1      | 0      |
| Villarreal   | 2017–18  | La Liga            | 2         | 0         | 3     | 0     | 1          | 0          | —     | —     | 6      | 0      |
| Villarreal   | 2019–20  | La Liga            | 34        | 2         | 2     | 0     | —          | —          | —     | —     | 36     | 2      |
| Villarreal   | 2020–21  | La Liga            | 34        | 2         | 2     | 0     | 9          | 1          | —     | —     | 45     | 3      |
| Villarreal   | Összesen | Összesen           | 70        | 4         | 8     | 0     | 10         | 1          | —     | —     | 88     | 5      |
| Málaga       | 2018–19  | Segunda División   | 38        | 1         | 0     | 0     | —          | —          | 2     | 0     | 40     | 1      |
| Összesen     | Összesen | Összesen           | 167       | 7         | 8     | 0     | 10         | 1          | 8     | 0     | 193    | 8      |

1. ↑  Hat pályára lépes a rájátszásban.
2. ↑  Egy pályára lépes az Európa-ligában.
3. ↑  Kilenc pályára lépes az Európa-ligában.
4. ↑  Két pályára lépes a rájátszásban.

### A válogatottban
2020. június 19-i állapot szerint.
| Spanyolország | Spanyolország | Spanyolország |
| Év            | Mérk.         | Gólok         |
| ------------- | ------------- | ------------- |
| 2019          | 1             | 1             |
| 2020          | 6             | 0             |
| 2021          | 9             | 0             |
| 2022          | 7             | 0             |
| Összesen      | 23            | 1             |

### Góljai a válogatottban
| #  | Dátun              | Helyszín                                | Ellenfél | Gól | Végeredmény | Verseny                                      |
| -- | ------------------ | --------------------------------------- | -------- | --- | ----------- | -------------------------------------------- |
| 1. | 2019. november 15. | Ramón de Carranza, Cádiz, Spanyolország | Málta    | 3–0 | 7–0         | 2020-as labdarúgó-Európa-bajnokság selejtező |

## Sikerei, díjai

### Klub
- Villarreal
  - Európa-liga: 2020–21[15]

### Egyéni
- Európa-liga – A szezon csapatának tagja: 2020–21[16]